# Будрио
Будрио (итал. Budrio) —  город в Италии, располагается в регионе Эмилия-Романья, подчиняется административному центру Болонья.
Население составляет 16 167 человек (на 2004 г.), плотность населения составляет 127,3 чел./км². Занимает площадь 120,18 км². Почтовый индекс — 40054. Телефонный код — 051.
Покровителем коммуны почитается святой Лаврентий. Праздник ежегодно празднуется 10 августа.

## Известные уроженцы
- Каччоли, Джованни Баттиста (1623—1675) — итальянский живописец.